# 402
402 là một năm trong lịch Julius.